# Дибово (Старозагорська область)
Ди́бово (болг. Дъбово) — село в Старозагорській області Болгарії. Входить до складу общини Миглиж.

## Населення
За даними перепису населення 2011 року у селі проживали 1175 осіб.
Національний склад населення села:
| Національність   | Кількість осіб | Відсоток |
| ---------------- | -------------- | -------- |
| болгари          | 689            | 59,6%    |
| цигани           | 448            | 38,8%    |
| Всього відповіли | 1156           |          |

Розподіл населення за віком у 2011 році:
Динаміка населення: